# بیمارستان السلام
بیمارستان السلام (به انگلیسی: AL-Salam Hospital) بیمارستانی در لبنان است که در ۱۹۹۶ میلادی ساخته شد و دارای ۱۸۰ تخت است.